# Fridão
Fridão es una fregesía portuguesa del municipio de Amarante, con 6,20 km² de área y 845 habitantes (2001). Densidad población: 136,3 hab/km².
- Datos: Q1023234
- Multimedia: Fridão / Q1023234